# 리철봉
리철봉(李哲奉, 193x년~2009년 12월 25일)은 조선민주주의인민공화국의 정치인이다.
최고인민회의 제9·10·11기 대의원과 당 중앙위 후보위원, 정무원 교통체신위원회 해운부장, 정무원 육해운부 부장, 당 중앙위 위원, 정무원 사회안전부 정치국 국장, 정무원 도시경영부 부장, 최고인민회의 상임위원회 위원, 강원도당 책임비서를 차례로 역임했다. 2009년 12월 25일, 교통사고로 사망했다.